# Курбатов, Рустам Иванович
Курбатов Рустам Иванович (род. 5 ноября 1965г.) — педагог, основатель школы "Ковчег-XXI", создатель авторской педагогической модели школы на основе принципов европейской гуманной педагогики (Селестен Френе,  Мария Монтессори) и педагогики сотрудничества . Автор популярных книг, которые посвящены педагогическим вопросам и проблемам обучения: "Танки директора школы", "Школа, где можно ходить на уроках", "Попытка другой школы", "Семнадцать секретов начальной школы", "Учу русскому. Восемнадцать плюс" и другие. Рустам Курбатов работал директором лицея "Ковчег-XXI" с 1992 до 2022 года. Основал и руководил проектом "Перелетные дети" с 2014 до 2022 года. В 2020 году организовал онлайн школу "Открытый Ковчег". С 2022 года живет в Черногории, основал онлайн школу "Ковчег без границ", в которой работает руководителем и преподавателем. 

## Биография и образования
Курбатов Рустам Иванович родился в 1965 году в городе Красногорск. В 1982 году закончил школу г.Красногорск №7 и поступил в МГУ на исторический факультет. С 1987 года, будучи на четвертом курсе обучения в университете, преподавал историю в родной школе. В 1992 году после того, как вышел закон о о возможности негосударственного образования, Рустам с командой единомышленников организовал одну из первых частных школ в России — лицей "Ковчег-XXI". В этой школе Рустам Курбатов реализовал авторскую образовательную модель, которая действует по сей день. С 1992 до 2022 года работал директором школы и преподавал в ней историю культуры. В 2014 году основал благотворительный проект "Перелетные дети" по обучению русскому языку детей и взрослых, переехавших в Россию. В пандемию COVID-19 организовал онлайн школу "Открытый Ковчег". В 2022 году переехал в Черногорию, где преподает в онлайн школе "Ковчег без границ". 

## Педагогические взгляды
Рустам Иванович Курбатов — последователь гуманистической педагогики. Пропагандист нового взгляда на обучение детей в школе, выступает  разработчиком новых методов обучения, основанных на педагогических идеях Селестена Френе, Мантессори, Роже Кузине. Рустам Иванович развивает идею о школе сотрудничества, которая должна прийти на смену традиционной школе с иллюстративно-объяснительным методом обучения. 
Основные принципы авторской педагогической модели Рустама Курбатова заключаются в том, что программы образовательных курсов строятся вокруг вопросов, имеющих познавательное и мировоззренечское значение для учеников.; учебная работа имеет значение для ученика: он понимает того, что делает – каждая тема завершается представлением результов работы перед учениками другого класса ; В педагогической модели Рустама Курбатова "урок" рассматривается как командная и групповая работа с разноообразными формами активности ученика – « на уроке можно разговаривать и ходить» . Данная модель предполагает отказ от привычной пятибалльной оценки и замена ее индивидуальным планом работы ученика – Маршрутным Листом. "Маршрутный лист — это список заданий разного уровня сложности; если ученик хорошо выполнил задание, учитель ему говорит «хорошо», если плохо – говорит «следующий раз»". Педагогический состав, согласно авторской модели, организует подлинное самоуправление в классе и школе: все важные вопросы обсуждаются и принимаются на Сборах класса . 
Цель образования, по мнению Рустама Курбатова, — раскрыть все, что закрыто внутри каждого ребенка и проявить все то, что заложено, но до сих пор не проявлено. Главные педагогические принципы — доверие, сотрудничество и свобода. 
Рустам Курбатов развивает новый подход к обучению детей русскому языку в школе. Излишнее теоретизирование на уроках русского, по мнению Рустама, лишает детей возможности любить родной язык. Главной целью освоения родного языка — это желание писать авторские тексты после окончания школы. Одним из действенных методов обучения письму в начальной школе Рустам Курбатов считает "писать раньше, чем читать".  Этот метод заключается в том, чтобы научить ребенка писать по-русски, минуя грамматические структуры на начальном этапе знакомства с предметом. Об обучении русскому языку, как иностранному, для детей, приехавших из республик бывшего СССР, Рустам Курбатов написал книгу "Учу русскому. Восемнадцать плюс". 
Рустам Курбатов выступает разработчиком программ и методик преподавания курса историии в школе. Основные идеи его разработок: смысл школьного курса истории заключается не в том, чтобы понять закономерности процесса, а в том, чтобы ученик мог выстроить диалог с человеком другой культуры. В курсе истории преподаватель должен помочь найти ответы на реальные вопросы современного ребенка и подростка. Вместо традиционно политической истории Рустам Курбатов предлагает изучать историю в широком понимании: историю семьи, положения женщин и ребенка в обществе, историю повседневности. Автор отмечает, что важно формировать у детей критическое отношение к историческому нарративу: умению анализировать источники и давать собственную интерпретацию исторических событий. 

### Проект "Перелетные дети"
В 2014 году Рустам Курбатов с педагогическим составом лицея "Ковчег-XXI" организовали благотворительный проект "Перелетные дети", направленный на обучение русскому языку детей-инофонов. В начале проекта в Лицее "Ковчег-XXI" открыли два класса для детей, которых не брали в российские школы.  Учителя работали в этих классах бесплатно. Потом проект начал реализовываться в Москве. Пять-десять тысяч детей школьного возраста в городе не ходили в школу – нет языка или нет документов. Для них организовали восемь классов в разных районах столицы. Программа была рассчитана на год, после чего помогли всем устроиться в государственные школы. Все было организовано при поддержке Муниципальных властей Красногорска.  Во время пандемии в 2020 году на проекте открыли новое направление – стали работать онлайн с детьми и взрослыми.  Сто пятдесят женщин из Афганистана присоединились к урокам.  Сегодня проект активно сотрудничает с «Гражаднским содействием», авторитетной правозащитной организацией и Комиссариатом по делам беженцев ООН, является генеральным партнером этой организации. УВКБ ООН отправляет детей беженцев из Сирии,  Афганистана, Конго, других стран Африки. В 2024  году в школе "Перелетные дети" 800 учеников и 16 учителей. Проект был вдохновлен европейским опытом по поддержке и интеграции детей-инофонов, примером послужилинекоммерческие  организации в странах Европы.

## Книги и статьи
Научные статьи:
- Курбатов Р.И. "Менеджмент школы: дело жизни или бизнес?", Народное образование, 2013.
- Курбатов Р.И. "Чтобы дети заметили перемены", Народное образование, 2013.
- Курбатов Р.И. "Мир глазами подростка. Вариант проектно-исследовательской деятельности на уроках истории", Исследователь, 2009.
- Курбатов Р.И. "Дырка в линолеуме как образовательный продукт", Исследователь, 2010.
- Курбатов Р.И. "История с точки зрения человека", Народное образование, 2014.
- Курбатов Р.И. "Школа без оценок", Школьные технологии, 2013.
- Курбатов Р.И. "Всемирная история детства", Народное образование, 2013.
- Курбатов Р.И. "Селестен Френе — человек, который изменил школу", Народное образование 2014.
- Курбатов Р.И. "История без учебника", Народное образование, 2013.
- Курбатов Р.И. "Урок, который длится пять минут", Школьные технологии, 2013.

Книги:
- Курбатов Р.И. "Школа в стиле ЭКШН.Дневник директора частной школы", издательство Образовательные проекты, 2017.

- Курбатов Р.И. "Школа, где можно ходить на уроках, и где дети делают то, что хотят", издательство Образовательные проекты, 2016.
- Курбатов Р.И. "Попытка другой школы", издательство Образовательные проекты, 2012/2016.
- Курбатов Р.И. "Танки директора школы", издательство Образовательные проекты, 2012.
- Курбатов Р.И. "Самый ненужный в школе предмет", издательство Образовательные проекты, 2016.
- Курбатов Р.И. "Семнадцать секретов начальной школы", издательство Образовательные проекты, 2021.
- Курбатов Р.И. "Учу русскому. Восемнадцать плюс", Образовательные проекты, 2019.
- Курбатов Р.И. "Щепки директора школы", Образовательные проекты, 2017.

## Публичные выступления и интервью
- "Школа и будущее — это синонимы" — Рустам Курбатов об образовании на интервью у Ксении Лариной
- "Обучение в школе не должно быть в тягость" — Как удается частным школам выживать в условиях демографического спада, в интервью РИА Новости рассказал директор школы "Ковчег XXI" Рустам Курбатов
- "Онлайн обучение. Советы родителям" — Рустам Курбатов и Алексей Семёнычев» на канале «Машинный ритм»
- "Как вернуть свободу в школу" — Рустам Курбатов рассказывает почему государственная школа основана на механизмах подчинения, и как это можно изменить
- Про проект "Перелетные дети" — О проекте по бесплатному обчению детей мигрантов русскому языку в Москве рассказывает Рустам Иванович Курбатов, автор проекта, директором лицея «Ковчег-XXI».
- "В штатах и Европе учат умению жить с другими, и не один час в неделю" — Рустам Курбатов о гражданском воспитании школьников, секспросвете и религиозной нетерпимости детей и взрослых

1. 1 2  Курбатов Рустам Иванович - Ведущие семинаров - Персоналии - ВЫСШИЙ БАЛЛ Онлайн конференция. school-online.ucoz.ru. Дата обращения: 30 апреля 2025.
2. 1 2  Рустам Курбатов. snob.ru. Дата обращения: 30 апреля 2025.
3. ↑  Наталия Федорова. «Компьютер умеет передавать знания гораздо лучше любого человека. Но он не умеет сомневаться». Реальное Время (3 июня 2018).
4. ↑  *2022/08: Интервью с Рустамом Курбатовым. ostrova.net. Дата обращения: 30 апреля 2025.
5. ↑  Сетевые исследовательские лаборатории «Школа для всех» - Библиотека - Курбатов Р. ШКОЛА В СТИЛЕ «ЭКШН» И ДРУГИЕ КНИГИ. setilab2.ru. Дата обращения: 30 апреля 2025.
6. 1 2 3  Эрлих С.Э. Рустам Курбатов: «Это была попытка по-другому ответить на вопрос и о содержании образования – чему.. ЭКСПЕРТИЗА.
7. ↑  Достойное занятие для всех русских. Рустам курбатов. школа в стиле «экшн» и другие книги «Тема ЕГЭ - это лишь повод отвлечься от важных разговоров о школе». dp32.ru. Дата обращения: 1 мая 2025.
8. ↑  Рустам Курбатов. covchegwithoutborders.com. Дата обращения: 30 апреля 2025.
9. ↑  Яндекс. sso.passport.yandex.ru. Дата обращения: 30 апреля 2025.
10. ↑  Маршрутный лист для свободной школы. Педагогика Селестена Френе глазами современного российского директора / Журнал о педагогике Марии Монтессори: статьи, обзоры и новости. montessoriclub-online.ru. Дата обращения: 30 апреля 2025.
11. ↑  Роже Кузине. Он опирался на многолетний эксперимент, что подтверждало научность его педагогики / Журнал о педагогике Марии Монтессори: статьи, обзоры и новости. montessoriclub-online.ru. Дата обращения: 30 апреля 2025.
12. ↑  Устная история в начальной школе. Пример интересного содержания и необычного учебного плана / Журнал о педагогике Марии Монтессори: статьи, обзоры и новости. montessoriclub-online.ru. Дата обращения: 30 апреля 2025.
13. ↑  Курбатов Рустам Иванович. Урок, который длится пять минут // Школьные технологии. — 2013. — Вып. 3. — С. 145–158. — ISSN 2220-2641.
14. ↑  Проект от 24 октября 1996. Учительская газета (23 октября 1996). Дата обращения: 1 мая 2025.
15. ↑  Курбатов Рустам Иванович. Чтобы дети заметили перемены // Народное образование. — 2013. — Вып. 6. — С. 226–233. — ISSN 0130-6928.
16. ↑  Курбатов Рустам Иванович. Урок, который длится пять минут // Школьные технологии. — 2013. — Вып. 3. — С. 145–158. — ISSN 2220-2641.
17. 1 2  Школа без оценок | Образовательная социальная сеть. nsportal.ru. Дата обращения: 30 апреля 2025.
18. ↑  Демократия в школе. Право голоса. - смотреть видео онлайн от «Альтернативное образование в России» в хорошем качестве, опубликованное 28 марта 2025 года в 16:00:12. rutube.ru. Дата обращения: 1 мая 2025.
19. 1 2  *2022/08: Интервью с Рустамом Курбатовым. ostrova.net. Дата обращения: 30 апреля 2025.
20. 1 2  Курбатов Рустам. Методика великая и могучая... Газета "Первое сентября" (2002).
21. 1 2  Как научить ребёнка читать и писать грамотно. letidor.ru. Дата обращения: 30 апреля 2025.
22. ↑  русский язык. Образовательные проекты (22 сентября 2019). Дата обращения: 30 апреля 2025.
23. 1 2  romanescu. Рустам Курбатов Ремесло историка: как учить истории в школе. istorex.ru (29 ноября 2022). Дата обращения: 1 мая 2025.
24. ↑  Курбатов Рустам Иванович. История без учебника // Народное образование. — 2013. — Вып. 4. — С. 199–207. — ISSN 0130-6928.
25. ↑  Курбатов Рустам Иванович. Чтобы дети заметили перемены // Народное образование. — 2013. — Вып. 6. — С. 226–233. — ISSN 0130-6928.
26. ↑  Занятия по русскому языку для детей мигрантов стартуют в третий раз. Милосердие.ru. Дата обращения: 1 мая 2025.
27. ↑  Перелетные дети. Как учить детей мигрантов? – Директор школы. direktoria.org. Дата обращения: 1 мая 2025.
28. ↑  ПЕРЕЛЕТНЫЕ ДЕТИ. pereletnye-deti.ru. Дата обращения: 1 мая 2025.
29. ↑  Яндекс. sso.passport.yandex.ru. Дата обращения: 1 мая 2025.
30. ↑  УВКБ благодарит Лицей-Ковчег XXI (неопр.). UNHCR Russia (20 апреля 2020).